# Fournols
Fournols – miejscowość i gmina we Francji, w regionie Owernia-Rodan-Alpy, w departamencie Puy-de-Dôme.
Według danych na rok 1990 gminę zamieszkiwało 546 osób, a gęstość zaludnienia wynosiła 19 osób/km² (wśród 1310 gmin Owernii Fournols plasuje się na 383. miejscu pod względem liczby ludności, natomiast pod względem powierzchni na miejscu 236.).